# Michel Deligne

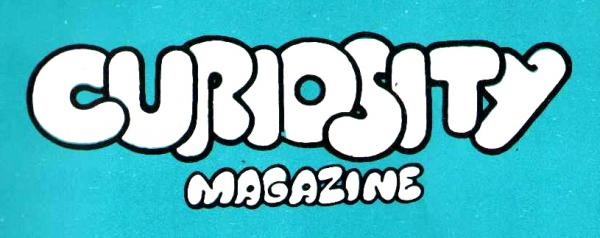
Logo des Curiosity Magazine bei Éditions Michel Deligne

Michel Deligne (* 22. Januar 1938 in Courcelles) ist ein ehemaliger belgischer Comichändler und Verleger.
1971 eröffnete er in Brüssel nicht nur einen Comicladen, sondern gründete auch einen Verlag, mit dem er kurz darauf das Magazin Curiosity magazine herausgab. Seine Spezialität war die Wiederveröffentlichung längst vergessener Comicwerke. Daneben erhielten auch Nachwuchskünstler eine Chance. Weitere Magazine entstanden mit Spatial und Aventures de l’âge d’or sowie mit Félix. Bevor es 1985 zur Einstellung der Verlagstätigkeit kam, wurden noch fünf Ausgaben von Le Journal illustré le plus grand du monde gedruckt. Sein Comicladen erhielt 2008 einen neuen Standort und wurde 2012 nach wirtschaftlichen Schwierigkeiten geschlossen.

## Veröffentlichungen
- Blondin et Cirage (1973–1977)
- Dossier M. Tillieux (1974)
- Rétrospective Jean Valhardi (1975)
- Marc Dacier (1975–1978)
- Plein feu sur Will (1975)
- Spirou (1975)
- Surcouf (1975)
- Bernard Chamblet (1976)
- C’étaient des hommes (1976)
- Le Lion de Flandre (1976)
- Rétrospective Fernand Dineur (1976)
- Belloy (1977)
- Félix (1977–1980)
- Le Fantôme de Géronimo (1977)
- Le Rallic (1977)
- Le Rayon de la mort (1977)
- Les Enragés de la peste blanche (1977)
- Marco Polo (1977)
- Mords aux rats (1977)
- Pom et Teddy (1977)
- Rémy et Ghislaine (1977)
- Spaghetti (1977)
- Tiger Joe (1977)
- Victor Sébastopol (1977)
- West Stories (1977)
- Almanach 78 Curiosity (1978)
- La Vie prodigieuse de Winston Churchill (1978)
- Les Conquistadores de la liberté (1978)
- Après l’apocalypse (1979)
- Badminton en Amazonie (1979)
- Bouldaldar, le petit homme (1979)
- Casey Ruggles (1978–1980)
- Contrebande (1979)
- Debby (1979)
- Dino Attanasio trente années de bandes dessinées (1979)
- Erik le viking (1979–1983)
- Le Mystère de la jarretière rose (1979)
- Rétrospective Bob Morane (1979–1980)
- Rèves étranges (1979)
- Sophie Claveloux (1979–1981)
- Tumak (1979)
- Chambre noire pour Cristaline (1980)
- Detective Story (1980)
- Eppenis (1980)
- La Conspiration de Theti (1980)
- Le Bal du rat mort (1980)
- Mike Cougar (1980–1981)
- Reflets (1980)
- Tom Applepie (1980)
- Dédé Loupiot contre les boches (1981)
- Envahisseurs sur Janus (1981)
- Félix (1981–1983)
- L’Île de Cassiopée (1981)
- Slot Barr (1981)
- M. Tillieux (1981)
- Alain Moreau (1982)
- Bob Slide (1982)
- Clear Love  (1982)
- El Senserenico (1982)
- Gérard Craan (1982)
- Les Mémoires du commando (1982)
- Les Pionniers du nouveau monde (1982–1985)
- Noir sur blanc (1982)
- Omega (1982)
- Un monde sans parents (1982)
- Yvain de Kanhéric (1982)
- Irkaa (1983)
- Le Soleil des damnés (1983)
- Bob Browning l’aventurier (1984)
- Bob Wilson (1984)
- Cromwell Stone (1984)
- Il était une fois dans l’oued (1984)
- Sigi (1984)
- A Story of War (1985)
- Algérie française (1985)
- Gratin (1985)
- Lucas (1985)
- Les Marrons du feu (1985)
- Les Soleils de faïence (1985)